# オシロスコープ

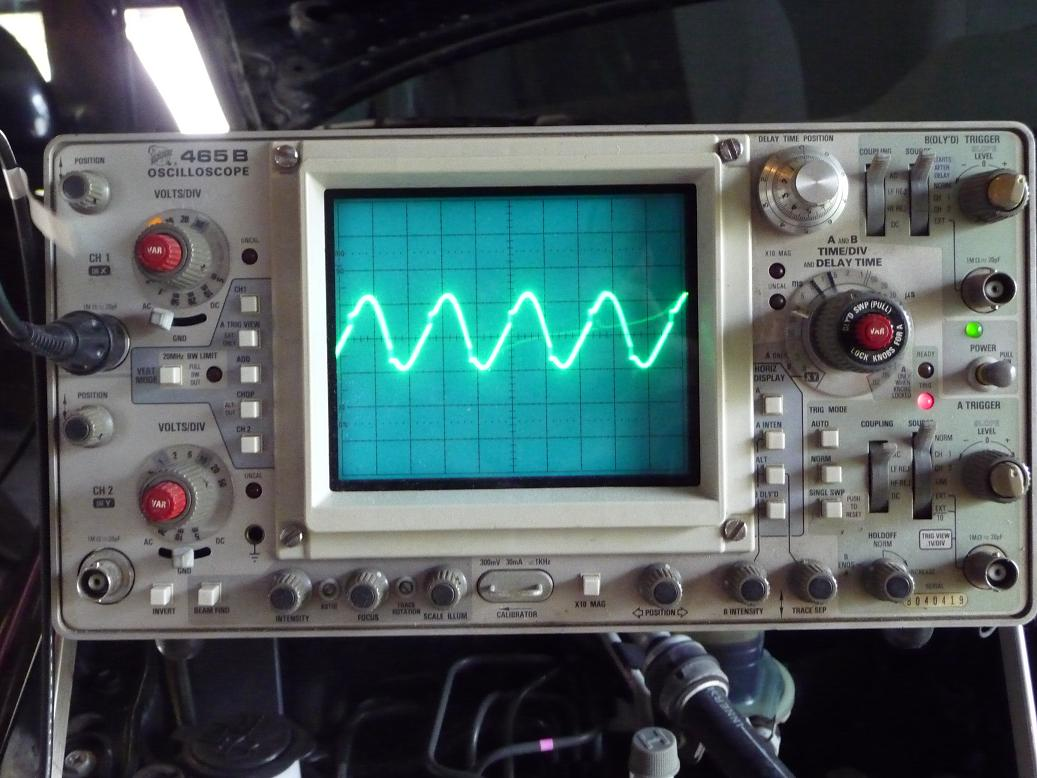
オシロスコープ

オシロスコープ（英語: oscilloscope）は、入力した信号の電圧の変化を時間の関数として視覚的に表示する電気計器。表示される波形から、振幅・周波数・立ち上がり時間・時間間隔などの値を得ることができる。昔のオシロスコープでは、これらの値を得るには画面に組み込まれた目盛りを使って波形を手動で読み取って計算する必要があったが、現在のオシロスコープはこれらの値を自動で計算して表示する。
文献によっては、オッシロスコープという表記も見られる。

## 概説
オシロスコープはオシログラフの一種であり、電位（電位差）の周期的変化を波形（2次元のグラフ）として画面上に表示するものである。
通常、画面表示の水平軸は時間を表し、垂直軸は電圧を表し、周期的な信号の表示に適している。もともとは陰極線管を用いて表示するタイプがきわめて一般的であったが、近年は様々な表示方式がある。
高周波信号まで観測できるものが一般的であり、波形の分析、高速現象の観測、過渡現象の観測など、電気計測の様々な分野で用いられている。

## 分類

### ブラウン管オシロスコープ

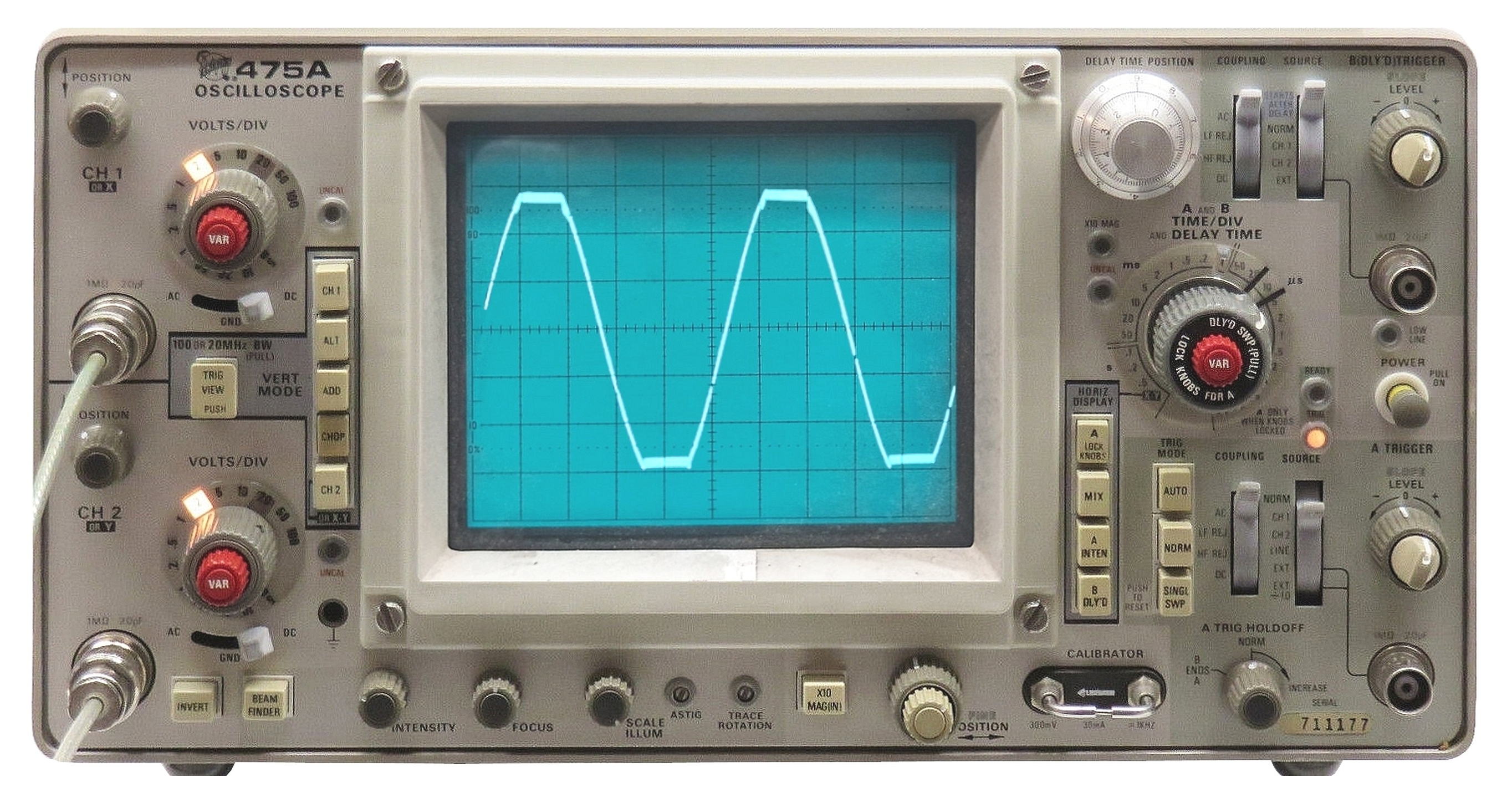
ブラウン管オシロスコープ (Tektronix 475A)

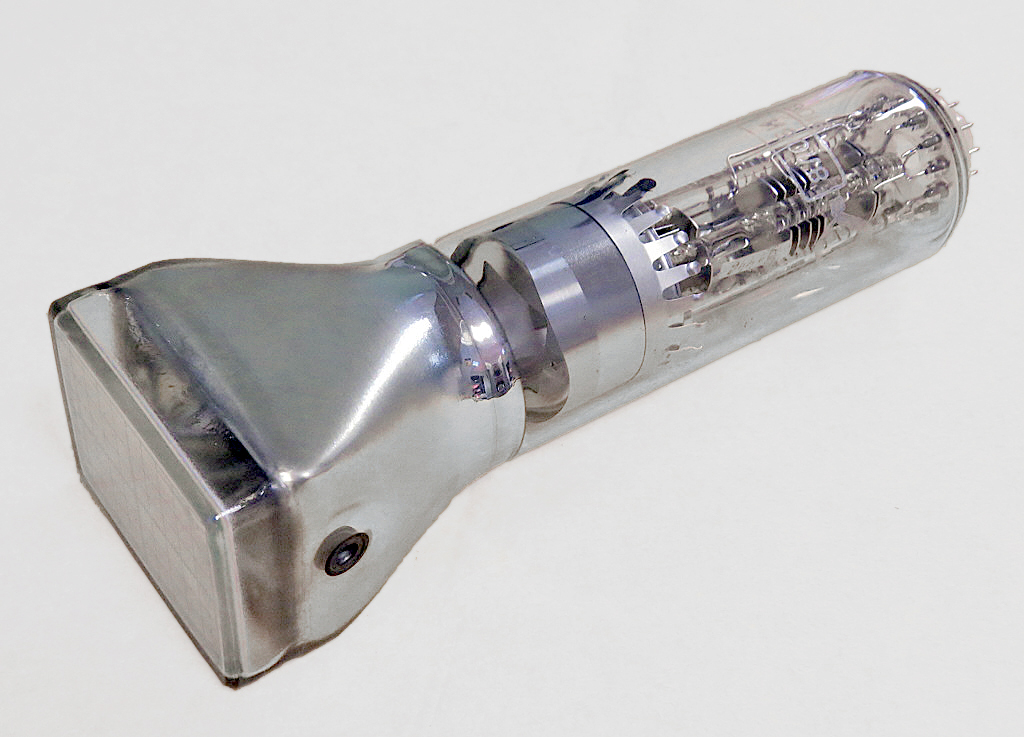
オシロスコープのブラウン管

ブラウン管オシロスコープは最も古くからあるタイプのオシロスコープであり、「ブラウン管オシログラフ」「陰極線管オシログラフ」などとも呼ばれ、まれに略して「ブラウン管」とも。また近年ではデジタル式のオシロスコープと区別する意味で「アナログオシロスコープ」とも呼ばれる。
構成要素
ブラウン管オシロスコープは、ブラウン管、垂直増幅器、時間軸発生器、水平増幅器、電源から構成される。
ブラウン管オシロスコープが現在の形となる前、ブラウン管はすでに測定器として使われていた。オシロスコープのブラウン管も、白黒テレビ受像機のものと同じように真空のガラス容器で作られ、平らな面には蛍光物質が塗られている。
原理とメカニズム

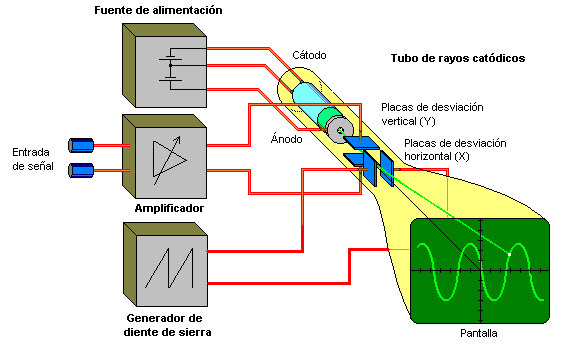
ブラウン管オシロスコープのおおまかな構造と描画の原理。ブラウン管の首の部分が電子銃になっており、電子が弾丸のようにスクリーンに向かって放たれ、スクリーンに当たるとその箇所が点状に発光する。（時間軸発生器の）鋸歯状波が左右一対の偏向板に与えられ、電子ビームが一定の速度で左から右に、そして周期的に、スクリーン上を掃引する。探針（プローブ）からの電位（入力信号）が（増幅などされた上で）上下一対の偏向板に与えられ、電子ビームが上下に振れる。

画面表示は、スクリーンを左から右に周期的に掃引（そういん）される輝点によってなされる。
ブラウン管の首の部分は電子銃になっていて、加熱した金属板の前に網（格子）がある構造になっている。加熱した板（陰極）にマイナス、格子（または陽極）にプラスの電荷が掛かるよう、数百ボルトの電圧が掛けられる。電界が陰極から電子を流れ出させ、弾丸のように加速して陽極を通過し、スクリーンに向かう。スクリーンに焼き付けてある蛍光体に電子ビームが当たると発光し、スクリーン上に輝点を生成する。電源投入直後のブラウン管は、スクリーン中央に1つ輝点があるのみだが、この輝点は静電的に、または磁気的に動かすことができる。オシロスコープのブラウン管では静電偏向を使っている。
電子銃とスクリーンの間には、偏向板と呼ばれる相対する2組の金属板がある。垂直増幅器は電極の1組に電位差を発生させ、電子ビームが通過する位置に垂直の電界を与える。電界が0であれば、ビームは影響を受けない。電界が正であればビームは上向きに偏向され、負であれば下向きに偏向される。水平増幅器はもう一方の組の偏向板に同様の働きをし、ビームを左や右に動かす。
この偏向方式は、静電偏向とよばれ、テレビのブラウン管に使われる電磁偏向とは異なっている。静電偏向は安価で軽いが、小さな管にしか向いていない。
時間軸発生器は鋸歯状波を生成する電子回路である。これは、ひとつからもうひとつの値に繰り返し変化する電圧で、時間に対してリニアである。2つ目の値になったら、素早く最初の値に戻り、再び2つ目の値に近づいてゆく。時間軸の電圧は水平増幅器を駆動する。この働きで、電子ビームを一定の速度で左から右にスクリーン上を掃引し、それから次の掃引の始まりに間に合うようにビームを左に素早く戻す。時間軸発生器は、信号の期間に合わせて掃引時間を調節できるようになっている。
一方、垂直増幅器は、測定対象から取られた外部電圧（垂直入力）によって駆動される。この増幅器は、MΩまたはGΩ台のとても高い入力インピーダンスで、信号源からはごくわずかな電流しか取り出さない。この増幅器は、垂直入力に比例する電圧で、垂直偏向板を駆動する。
垂直増幅器の利得は入力電圧の振幅に合わせて調整できる。正の入力電圧は電子ビームを上向きに曲げ、負の電圧は下向きに曲げ、その結果輝点の垂直偏向は入力値を表すようになる。このシステムの応答は、イナーシャによって指針の反応を悪くしているマルチメータのような機械的な測定器よりずっと速い。
これらのすべての構成要素が働くことによって、電圧対時間のグラフを表すような光の軌跡をスクリーンに描くのである。電圧は垂直軸で、時間は水平軸である。
なおマルチチャネルのオシロスコープは、複数の電子銃を備えているわけではない。一時にただ1つの輝点しか表示できないので、掃引毎に1つのチャネルからもう1つのチャネルに切り替えたり（ALTモード）、1回の掃引の間に何度も繰り返し切り替えたり（CHOPモード）している。
垂直増幅器と時間軸制御は、与えられた電位差がスクリーン状の垂直距離に相当するように、また与えられた時間間隔が水平距離に相当するように校正される。
オシロスコープの電源は重要な構成要素である。ブラウン管の陰極ヒーターの電源として、また垂直および水平増幅器の電源として、低い電圧出力を備える。静電偏向板を駆動するのに高い電圧が必要とされる。これらの電圧は、非常に安定していることが求められる。変動があると、軌跡の位置や明るさに誤差を生じる原因になる。
新しいアナログオシロスコープは、標準設計にデジタル処理が加わってきている。ブラウン管や、垂直・水平増幅器の基本的な構成に変化はないが、電子ビームはデジタル回路で制御され、アナログ波形に画像や文字を加えることができるようになった。このシステムは、次のような拡張機能を含んでいる：
- 入力電圧レンジや時間軸設定の表示（リードアウト）
- 電圧カーソル - 電圧表示付きの可動水平線
- 時間カーソル - 時間表示付きの可動垂直線
- トリガ設定や他の機能のメニュー画面

### アナログストレージオシロスコープ
アナログオシロスコープには、「ストレージ（蓄積）」と呼ばれる拡張機能を備えているものがあった。蓄積管と呼ばれるCRTを用いて、通常のオシロスコープでは1秒以内に減衰するトレースパターンを、数分以上スクリーンに残すことができる。一般的なオシロスコープの動作と蓄積動作を切り替えることができる（蓄積されたトレースの消去も当然可能）。
アナログストレージオシロスコープとは異なるが、画面にフードを取り付け、シャッターを開放したカメラを使うことで波形を写真に撮ることができる。1回だけの波形であってもフィルムに焼き付けて記録することができる。このために、オシロスコープには暗闇でも画面の目盛りが見えるよう、照明機能が用意されている。また、ソニーのデジタルマビカにはオシロスコープを撮影するためのオプションパーツが存在した。

### デジタル・オシロスコープ
アナログ・オシロスコープに代わって、デジタル・オシロスコープが現在ではオシロスコープの主流になっている。
古くはアナログ・オシロスコープにアナログ-デジタル変換回路（ADC）でデジタル化したデータをメモリに蓄積し、それを表示する機能を装備したものをこう呼んだが、現在では入力信号をデジタル変換して処理し、表示するものがほとんどである。表示部に関しても、LCDが主流になっている。
この種のデジタル・オシロスコープは蓄積機能を持つことが標準化しているので、一般的には「デジタル・ストレージ・オシロスコープ」（DSO）とも呼ばれる。波形を拡大するだけでなく、周波数の分布を表示するFFTモード等を備える物が多い。
デジタル方式の長所
アナログ・ストレージ・オシロスコープで使われていた信頼性の低いストレージ手段をデジタルメモリで置き換え、データをメモリの許す限り好きなだけ保持できるようになった。高速なADCやDSPの登場によって、アナログ・オシロスコープよりも低価格で遥かに広帯域な信号測定や複雑な信号処理も行えるようになった。
アナログ方式では不可能であった、単発現象にトリガをかけ波形を止めたり、トリガ条件の前におこった現象を確認するといったこともできる。初期のDSOにはブラウン管が用いられたが、現在ではLCDのフラットパネルが好まれ、カラーLCD表示のものも普通になっている。データ列は、処理や保管のためにLANやWANで転送することもできる製品がある。
DSOに内蔵された信号解析ソフトは、たくさんの有用な時間軸関係の機能、例えば立ち上がり時間・パルス幅・振幅や、周波数スペクトル、ヒストグラムや統計、残像図、などを持ち、多くのパラメータを、電気通信やディスクドライブ解析、パワーエレクトロニクスといった特定分野の技術者に対しわかりやすく表示する。
ブラウン管は外部の磁気の影響を受けるため、高圧電線の近くなどでは画面に誤差が出てしまうが、LCD表示のものではこの問題は発生しない。バッテリー駆動が可能なものは、LCDタイプが多い。
デジタル方式の短所
デジタル方式のオシロスコープにも弱点はあり、エイリアシングやデッドタイムはアナログ方式には存在しないデジタル方式特有の問題である。エイリアシングはサンプリング周波数の低下に伴う誤表示で、測定対象信号に対しデータポイントが荒すぎる場合に起きる。デッドタイムは、波形をデータ化し取り込んだ後、次の波形を取り込むことができるようになるまでの時間のことで、この間、デジタル・オシロスコープはたとえトリガ条件に合う信号が入力されても見逃してしまう。また同様の理由によって、ビデオ信号の表示などに代表される美しい濃淡表現はアナログ方式には遠く及ばない。デジタル方式では搭載する高速メモリの容量に限界があるために、時間軸設定を変えると多くの場合、サンプル・レートも変更されてしまう。

### PC接続型オシロスコープ

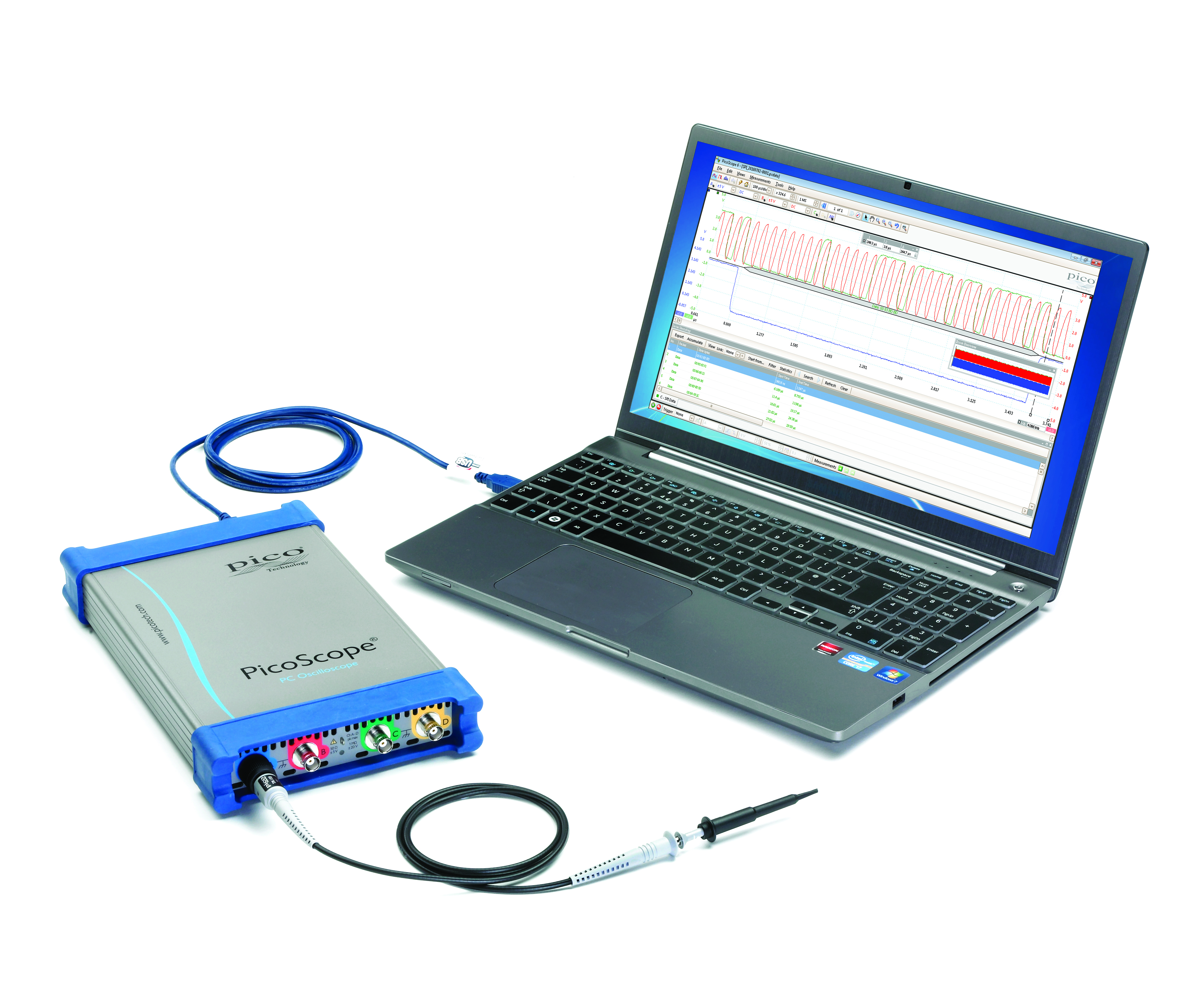
PC接続型オシロスコープ

上記デジタル・オシロスコープから、データ取り込み（サンプリング）・アナログ-デジタル変換・蓄積を行う部分のみを残した構成となっており、表示部を持たない。USBなどでPCに接続し、表示・波形解析などはPC上で動作するソフトウェアに任せる。
画面を持たないコンパクトな形状なので、ノートパソコンとともに使うことで携帯性に優れた計測システムとなる。測定データはパソコン内に保存されるので、データ解析などの作業にそのまま使える利点があるが、電源を入れてすぐ使えるような直感的操作性は劣る。

## 特徴と用途

### 使用例
電気機器の故障個所の特定
もっとも古典的な用途は、電気機器の故障解析である。ラジオを例に取ると、回路図を見ながら、混合器、発振器、増幅器といった回路間の接続を見ていく。
続いて、オシロスコープのグラウンド（接地端子）を回路のグラウンドにつなぎ、プローブを構成回路の列の中の2つの回路間につなぐ。もし予期された信号が現れなければ、前段に故障があるとわかる。ほとんどの故障は一つの部分によって起こるので、それぞれの測定で機器を構成する複数の部分の片側は動作していて、おそらく故障の原因でないことが確認できる。
不良箇所が見つかったら、欠陥箇所をさらに探ることで、熟練した技術者は大抵どの部品が壊れているかがわかる。技術者が部品を交換すれば、修理は完了するか 少なくともその次の不具合と分離することができる。
新しい回路の動作の検証
別の使用法は、新しい回路のチェックである。新しく設計された回路は、不適切な電圧レベルや、ノイズ、設計ミスなどによって、しばしば誤動作する。デジタル回路は通常クロックによって動作するので、デジタル回路のチェックには二現象オシロスコープが必要である。ストレージスコープは、欠陥のある操作によって起こる、希な電気的現象を捕らえるのに有効である。
他
もう一つの使用法は、電子機器をプログラムするソフトウェア技術者のためのものである。電子機器に関して言えば、オシロスコープも、そのソフトウェアがきちんと動作しているかを確認するひとつの手段となりうる。
これ以外にも、磁性媒体を使用する装置の磁気ヘッドの位置決め、信号レベルの均一化調整、ノイズの検出、構内ネットワークにおける外部ノイズの検出など。波形を観測することにより多くの事象をリアルタイムで観察できるため、様々に用いられる。

### 説明
一般的なオシロスコープは小さな画面を持つ四角い箱形で、フロントパネルには多くの入力端子やつまみ、ボタンがある。画面の格子目盛りのそれぞれの正方形はdivision（区分）と呼ばれる。測定する信号はBNCやN型コネクタのような同軸コネクタにより、入力端子の1つに供給される。もし信号源が同軸コネクタを持っていれば、単純に同軸ケーブルで接続できる。そうでなければ、オシロスコープに付属するプローブと呼ばれる専用のケーブルを使用する。
最も単純なモードでは、オシロスコープはトレース（軌跡）と呼ばれる水平線を画面の左から右に繰り返し引く。設定項目時間軸調整 (timebase control) は、線を引く時間を設定する。この設定では、divisionあたりの秒数が校正されている。もし、入力電圧が0から離れていたら、トレースはそれによって上側または下側に外れる。別の設定項目垂直軸調整 (vertical control) が、垂直方向の変位量を設定する。この設定では、divisionあたりの電圧が校正されている。この結果、時間軸に対する電圧のグラフが得られる。
もし信号が周期的であれば、時間軸を入力信号の周波数に合わせて設定すればほぼ固定したトレースが得られる。たとえば、入力が50Hzの正弦波の場合、周期は20msであり、水平スイープ間の時間が20msになるように時間軸が調整されていなければならない。このモードは連続スイープと呼ばれる。不幸にもオシロスコープの時間軸が完全に正確ではなく、入力信号の周波数が完全に固定でなければ、トレースは浮動し、測定することが困難になる。
より固定したトレースが得られるように、オシロスコープにはトリガと呼ばれる機能がある。この機能では、画面の右端に行った後、左端に戻って特定のイベントが発生するまで待機し、次のトレースを描画する。この効果で、入力信号に合わせて時間軸の同期を取り直し、トレースの水平位置変動を防止する。トリガ回路は、正弦波や矩形波のような周期波形だけでなく、単発パルスのような非周期信号にも対応する。この機能を有している物はシンクロスコープとも呼ばれる。

#### トリガの種類
外部トリガ
外部ソースからのパルスを、専用の入力端子に入れる。
エッジトリガ
入力信号が、決められた方向から決められたしきい電圧を横切ったとき、エッジ検出器がパルスを生成する。
ビデオトリガ
PAL や NTSCのようなビデオ信号から同期パルスを取り出し、すべてのライン、または特定のライン、すべてのフィールド、全てのフレーム、のいずれかによって時間軸トリガを掛ける。このような回路は、波形モニター機器の中に見られる。
遅延トリガ
エッジトリガから掃引（そういん）を開始するまで、特定の時間待機する。瞬間的に動作するトリガ回路は存在しないので、大抵ある種の遅延は含まれるが、トリガ遅延回路は、この遅延を値のわかった調節できる間隔に延長する。

90度位相のずれた信号によるリサージュ図形の描かれる様子

- 多くのオシロスコープは、時間軸発生器の代わりに外部信号を水平軸増幅器に加えられるようになっている。これはX-Yモードと呼ばれ、2つの信号の位相関係を見るのに有用である。2つの信号が様々な周波数と位相の正弦波であるとき、表示される図形をリサジュー図形と呼ぶ。
- ある種のオシロスコープには、カーソルと呼ばれる、スクリーン上を動かせるラインがあり、2点間の時間や電圧差を測定できる。
- ほとんどのオシロスコープは、2つ以上の入力チャネルを持ち、1つ以上の入力信号を画面に表示できる。通常のオシロスコープは、垂直軸制御はそれぞれのチャネル毎に独立して持っているが、トリガ回路や時間軸制御は1つしか持っていない。
- デュアルタイムベースオシロスコープは、2つのトリガ回路を備え、2つの信号を別々の時間軸で見ることができる。これはまた、「拡大」モードとしても知られる。適当なトリガ設定で複雑な信号を見るのに、「拡大」「ズーム」「デュアルタイムベース」を有効にして、複雑な信号の詳細を見るためにウィンドウを動かすことができる。
- ユーザが見たい現象が時々しか起こらないことがある。こうした現象を捕らえるため、画面の最後の掃引（そういん）を残す、ストレージスコープというオシロスコープがある。
- ある種のデジタルオシロスコープは、掃引時間を1時間毎というように遅くでき、チャートレコーダの代わりになる。この場合、信号は画面の右から左にスクロールする。ロールモード表示などと呼ばれる。

### 使い方のヒント
- 使い慣れていないオシロスコープで出会うもっともありがちな問題は、トレースが見えないということである。
  - 最近のオシロスコープでは、「リセットオプション」または「オートセットアップ」というようなボタンがある。これは、迷ったときや初めて使うオシロスコープで使用する。「beamfinder（ビーム探索）」ボタンがあるオシロスコープもある。これは、掃引サイズを縮めて、トレースがスクリーンに現れるようにするものである。
  - 最初に設定すべきなのは、チャネルを "DC" カップリング（英語版、フランス語版）にし、オートトリガにすることである。チャネルの電圧レンジを、ラインが現れるまで上げていく。時間軸レンジを、観測対象に合わせたスピードに設定し、見やすい大きさになるよう電圧レンジを設定する。
- オシロスコープには、チャネルとプローブが動作していることを確認できるテスト出力が装備されていることが普通である。使い慣れないオシロスコープを使うときは、最初にこの信号を観測するのがよい。
- テストプローブの中の線材の静電容量は、オシロスコープで高速信号を表示するときに精度を落とす原因となりうる。もしも波形が歪んでいるように見えたら、たとえば異常なスパイク（リンギング）や、妙なこぶの波形になっていたら、プローブの容量を調整してみるとよい。多くのプローブ（例えば10xのような電圧分割タイプ）には、小さな調整用ねじが付いている。ほとんどのオシロスコープは、プローブ調整用の方形波テスト出力を備えている。方形波の歪んだ角が直角に近づいて四角くなる[注 7]ようにプローブを調整する。
- 一般的に、オシロスコープのグラウンド接続は、テスト対象の回路のグラウンドにつなぐべきで、そうでないとGND側の電流の経路に問題が出ておかしな結果になりがちである。オシロスコープ用のテストリードの多くは、端末にグラウンドクリップを装備している。
- ACカップリングは、信号の直流分を阻止する。これは、直流オフセットの乗った小さな信号を測定するときに有効である。DCカップリングは、直流電圧を測定するときに使う。
- 正しいチャネルでトリガを掛けていることを確認すること。トリガ遅延はゼロにする。必要とするイベントでトリガが掛かるまで、トリガレベルを調整する。最後に、必要とする波形の特徴が表示されるまで、トリガ遅延を調整する。
- オシロスコープのプローブは、高価で壊れやすい。静電容量を減らすため、プローブの電線の中の導体は髪の毛より細いものもある。プローブのペン型プラスチック部品は、しばしば簡単に壊れる。プローブを誰かが歩く床に放置してはならない。オシロスコープを共有するなら、個人用のプローブセットを持つことを考える必要があるかもしれない。

### 選択法
- オシロスコープは一般的に上の特徴に関するチェックリストを持っている。基本的な測定性能は垂直増幅器の帯域幅である。汎用オシロスコープでは、少なくとも100MHzは必要であるが、オーディオ周波数用ではもっと低くてもよい。
- よく使う掃引レンジは、トリガと遅延掃引で、1秒から100ナノ秒である。デジタル信号用としては2チャネルが必要で、システムの最高周波数の少なくとも1/5の掃引速度が推奨される。
- オシロスコープのもっとも重要な性能は、周波数帯域とトリガ回路の性能である。もしトリガが不安定だと、表示はぼやけてしまう。大雑把に言って、周波数応答とトリガの電圧安定性がオシロスコープの性能を決める。
- デジタルストレージオシロスコープ（高級機種はほとんどこのタイプ）では、サンプルポイント数が測定対象信号に対し不足している状態では、エイリアシングという問題が起きる。リアルタイムサンプリング方式（通常はこの方式）で、オシロの周波数帯域に対してサンプリング周波数が4倍以上確保できていない設定で起きる可能性がある。エイリアシングを起こしている状態では測定値が不安定になるなどする。アクエジション帯域とトリガ帯域は常に同じとは限らないので、設定が間違っているとトリガが不安定になり波形が流れるように見えたりすることがある。
  - エイリアシングを防ぐにはサンプリング周波数を十分高く維持する必要があり、サンプリング周波数、必要なメモリ長と時間軸設定は互いにトレードオフの条件となる。最近ではメモリ長が十分確保されているものが多いが、中古品の場合は確認する方がよい。
  - 正弦波や擬似ランダムテストパターンのような繰り返しの信号を測定する場合に限り、等価時間サンプリング方式に切り替えることで、メモリ長とは関係なくエイリアシングを起こさないようにすることができる。等価時間サンプリング方式のみのデジタルオシロは、通常のデジタルストレージオシロスコープと区別する意味で、デジタルサンプリングオシロスコープと呼ばれている。
  - デジタルサンプリングオシロスコープでは、帯域幅で100GHz程度までが可能になってきているが、単発現象の測定は不可能であり、正弦波などの単純な繰り返し信号ではない場合には、繰り返しの先頭を知るためのトリガ信号 もしくは測定対象の時間軸と同期しているクロック信号が必要になる。高速のものはより高価になってくる。